# 百年虚云
《百年虚云》，2009年在中国大陆上映的古装剧，导演陈家林，主演李起厚，其他主演包括斯琴高娃、李丁、尹治。改编自释灵悟的传记《大和尚虚云传奇》。讲述了高僧虚云一生弘扬佛法、救护众生的人生旅程。2009年11月6日该剧在珠江电影频道首播。2012年7月14日在中国中央电视台电视剧频道播出。该剧是纪念虚云圆寂50周年的献礼剧。

## 剧情
《百年虚云》分七个大事件“离尘出家”、“觉悟之路”、“庚子西行”、“重振鸡山”、“藏汉弥兵”、“佛心护国”、“慧灯长明”讲述了虚云一生弘扬佛法波澜壮阔的旅程。

## 演出
| 演员     | 角色     | 备注                                                         |
| 李起厚   | 虚云     |                                                              |
| 尹治     | 萧古岩   | 出家前的虚云。                                               |
| 胡小庭   | 湘月     |                                                              |
| 斯琴高娃 | 慈禧太后 |                                                              |
| 唐以诺   | 梦灵     | 京城偷东西的小孩，虚云感化了他，皈依了佛教。                 |
| 李志     | 吴礼     | 江湖侠士，随虚云到云南省鸡足山，后在西藏被格桑索康开枪射杀。 |
| 白杨     | 崇善     | 鸡足山主持。                                                 |
| 陈晚凤   | 幽莲     | 湘月捡回来的弃婴，居住在鸡足山。                             |
| 曹江泽   | 笑弥勒   |                                                              |
| 邓刚     | 文秀才   |                                                              |

## 曲目
| 曲目表 | 曲目表     | 曲目表         | 曲目表         | 曲目表             |
| 曲序   | 曲目       |                | 作曲           | 歌手               |
| ------ | ---------- | -------------- | -------------- | ------------------ |
| 1.     | 《虚云赞》 | 王立平、石忠耀 | 王立平、王永青 | 三兄弟合音组       |
| 2.     | 《老和尚》 | 王立平、石忠耀 | 王立平         | 中国广播少儿合唱组 |
| 3.     | 《辞世歌》 | 虚云           | 吴旋           | 黑鸭子演唱组       |

## 制作
该剧由《康熙王朝》幕后班底打造，是中国第一部佛教电视剧，但自2000年立项、2002年杀青后一直处于候审状态，直到2009年才得以面世。